# COMDEX

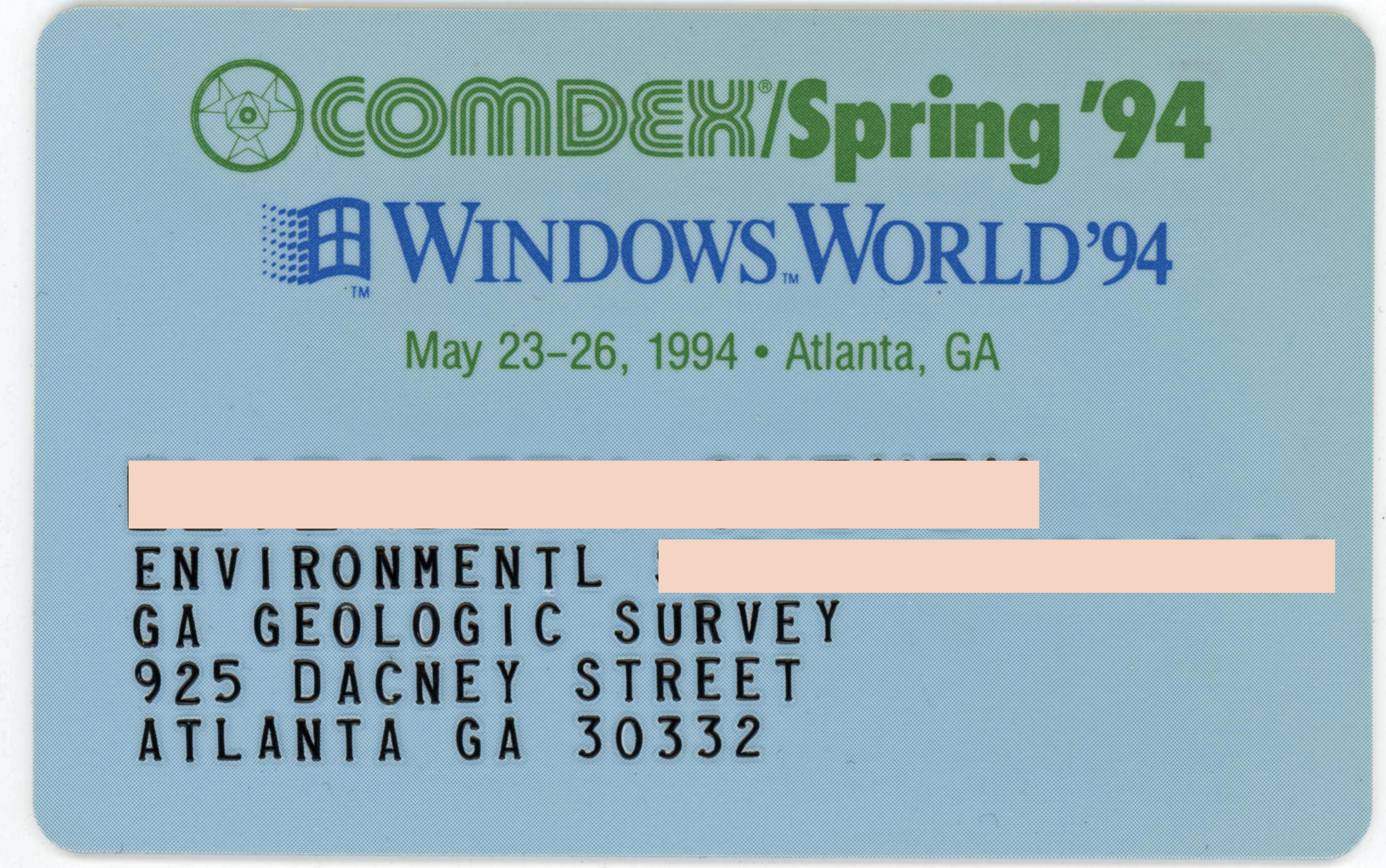
COMDEX 1994 Ausweis

COMDEX („Computer Dealer's Exhibition“) war eine Messe für Computer und Informationselektronik, die jeweils im November von 1979 bis 2003 in Las Vegas stattfand. Sie wurde 1979 von Sheldon Adelson und Partnern gegründet. Es war nach der CeBIT die zweitgrößte Messe der Branche. 1995 erfolgte der Verkauf an die Softbank Corporation aus Japan für einen Preis von 860 Millionen US-Dollar. Im Jahr 2000 kündigten große Unternehmen wie IBM, Apple Computer und Hewlett-Packard wegen zu hoher Kosten und immer schlechter werdender Qualität der Messe die Zusammenarbeit auf. Für die Jahre 2004 und 2005 wurde die Messe schließlich abgesagt, in der Folge übernahm die CES in Las Vegas die Rolle der COMDEX.

## Besonderheiten
1998 fand auf der COMDEX eine Präsentation von Windows 98 statt, die es zu einer gewissen Berühmtheit brachte: In Anwesenheit des damaligen Microsoft-Chefs Bill Gates stürzte das Betriebssystem mit einem Bluescreen ab.